# Sphinctrina tubiformis
Sphinctrina tubiformis är en lavart som beskrevs av A. Massal. Sphinctrina tubiformis ingår i släktet Sphinctrina och familjen Sphinctrinaceae.   Inga underarter finns listade i Catalogue of Life.